# Regiões da Austrália Ocidental
As regiões da Austrália Ocidental são uma divisão territorial do estado australiano da Austrália Ocidental, criadas pelo parlamento estatal através da Lei de Comissões de Desenvolvimento Regional de 1993, com o fim de descentralizar a gestão económica e de desenvolvimento do estado. Estas regiões incluem a totalidade do estado, mais a área metropolitana da capital, Perth.
Quando se definiram as regiões, procurou-se capturar as diferentes comunidades socioeconómicas. Por exemplo, a região de Goldfields-Esperance tem uma economia que é baseada em grande medida na mineração, enquanto que a região de Wheatbelt depende economicamente da agricultura.
As regiões são:
- Gascoyne
- Goldfields-Esperance
- Great Southern
- Kimberley
- Mid West
- Peel
- Pilbara
- South West
- Wheatbelt